# Campionato francese di rugby a 15 1986-1987
Il Campionato francese di rugby a 15 1986-1987 vede al via ancora 40 squadre divise in 4 gironi di 8 squadre. Le prime 5 dei gruppi 1 e 2 (gironi di élite) e le prime 3 dei gruppi 3 e 4 sono qualificate per gli ottavi. Questa formula, accorciata per permettere alla nazionale di prepararsi alla Coppa del Mondo di rugby 1987, sarà applicata solo per un anno.
Lo RC Toulon diventa campione di Francia, battendo il Racing club de France in finale.
Il titolo torna a Tolone dopo 56 anni e 4 finali perse nel 1948, 1968, 1971 e 1985.

## Fase di qualificazione
(In grassetto le qualificate al turno successivo)
| - Stade toulousain - CA Brive - AS Montferrand - AS Béziers - SC Graulhet - FC Grenoble - RC Narbonne - Stade aurillacois - RRC Nice - US Romans         | - RC Toulon - SU Agen - Racing club de France - FC Lourdes - Valence - Biarritz olympique - USA Perpignan - Section paloise - Aviron bayonnais - RC Nimes |
| - US Dax - Stade bagnérais - Stadoceste tarbais - RC Hyères - Stade montois - Tyrosse RCS - FC Oloron - CA Bègles-Bordeaux - Boucau stade - SC Angoulême | - CS Bourgoin-Jallieu - Le Creusot-Monchanin - RC Hyères - SC Tulle - Castres olympique - US Carcassonne - Voiron - SC Albi - Saint-Gaudens - La Voulte   |

## Ottavi di finale
(In grassetto le qualificate ai quarti di finale)
| Squadra 1             | Squadra 2             | Andata | Ritorno |
| --------------------- | --------------------- | ------ | ------- |
| RC Hyères             | RC Toulon             | 9-37   | 12-21   |
| AS Béziers            | FC Lourdes            | 19-9   | 9-18    |
| Stadoceste tarbais    | SU Agen               | 21-21  | 6-15    |
| Stade bagnérais       | AS Montferrand        | 12-16  | 6-28    |
| CS Bourgoin-Jallieu   | Racing club de France | 12-9   | 3-22    |
| Le Creusot-Montchanin | CA Brive              | 15-15  | 15-26   |
| US Dax                | Stade toulousain      | 18-9   | 6-29    |
| Valence               | SC Graulhet           | 9-9    | 9-27    |

## Quarti di finale
(In grassetto le qualificate alle semifinali)
| Squadra 1             | Squadra 2      | Risultati |
| --------------------- | -------------- | --------- |
| RC Toulon             | AS Béziers     | 15-9      |
| SU Agen               | AS Montferrand | 13-12     |
| Racing club de France | CA Brive       | 22-19     |
| Stade toulousain      | SC Graulhet    | 20-9      |

## Semifinali
(In grassetto le qualificate alla finale)
| Squadra 1             | Squadra 2        | Risultati |
| --------------------- | ---------------- | --------- |
| RC Toulon             | SU Agen          | 18-16     |
| Racing club de France | Stade toulousain | 10-9      |

## Finale
| Arbitro: | Jean-Claude Doulcet |

| |            | |
| mete: Jaubert trasf.: Bianchi c.p.: Bianchi 2 Drop: Trémouille | Marcatori  | mete: Genet trasf.: Pouyau c.p.: Pouyau 2 |
| Titolari : Manu Diaz, Bernard Herrero, Yann Braendlin, Marc Pujolle, Jean-Charles Orso, Éric Champ, Thierry Louvet, Éric Melville, Jérôme Gallion, Christian Cauvy, Pascal Jehl, Pierre Trémouille, Alain Carbonel, Éric Fourniols, Jérôme Bianchi Sostituti : David Jaubert, Yvan Roux, Henri Chapus, Fabrice Fargues, Hervé Jegou | Formazioni | Titolari : Eugenio Stefan, Jean-Pierre Genet, Murray Dawson, Michel Tachdjian, Patrick Serrière, Laurent Cabannes, Xavier Blond, Claude Atcher, Gérald Martinez, Franck Mesnel, Yvon Rousset, Éric Blanc, Renaud Authié, Jean-Baptiste Lafond, Didier Pouyau Sostituti : Philippe Guillard, Franck Hélière, Jean-François Impinna, Vincent Lelano, Laurent Rouyres |

Da segnalare l'originalità della divisa del Racing che gioca con un "papillon" rosa!